# Maria Klementina Sobieska

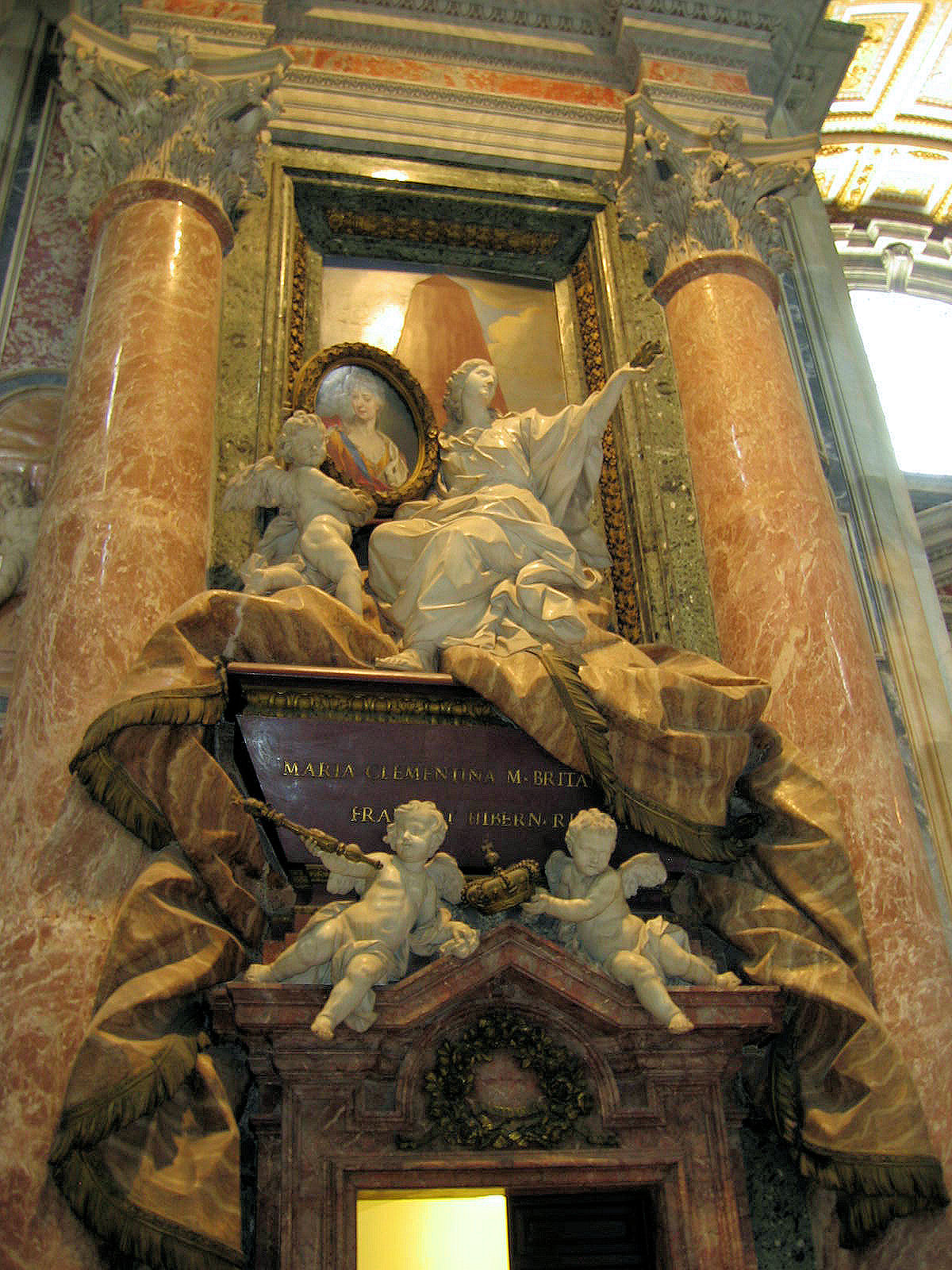
Gravmonument över Maria Klementina Sobieska

Maria Klementina Sobieska (polska: Maria Klementyna), född 18 juli 1702 i dåvarande Ohlau i Schlesien, död 18 januari 1735 i Rom, var som gift med Jakob Edvard Stuart titulärdrottning av Storbritannien för de katolska jakobiternas anhängare.

## Biografi
Maria Klementina Sobieska var fjärde dotter till den polske prinsen Jakob Sobieski (1667–1737) och sondotter till kung Johan III Sobieski och en av de rikaste arvtagerskorna i Europa.

### Äktenskap
Maria Klementina äktade i september 1719 den engelske och skotske tronpretendenten Jakob Edvard Stuart. Äktenskapet var arrangerat för att producera en arvtagare till den i katolska ögon rättmätiga engelska kungafamiljen. För att förhindra detta satte sig den engelske kungen emot äktenskapet och hon arresterades av kejsaren på väg till giftermålet i Italien och fängslades i Innsbruck en tid innan hon kunde fortsätta: så fort hon nådde Italien blev hon gift genom ombud i Bologna före den verkliga vigseln för att förebygga ytterligare hinder.
På inbjudan av påven Clemens XI, som betraktade dem som Storbritanniens och Irlands legitima kung och drottning, slog sig paret ned i Rom. De fick Palazzo Muti i Rom, en lantvilla i Albano, en hedersvakt och ett underhåll från den påvliga kassan samt påvens kusin Francesco Maria Conti som hovmarskalk.

### Titulärdrottning
Äktenskapet blev olyckligt. Jakob var initialt nöjd med Maria Klementina på grund av hennes skönhet, medan hon genast ska ha blivit besviken på hans utseende och passiva beteende. Hon fäste sig vid sina söners guvernant, Mrs Sheldon, som blev hennes favorit. Jakobs avsked av Sheldon 1725 ledde till en öppen konflikt mellan paret. Maria Klementina lämnade Jakob och flyttade in i ett kloster tillsammans med Sheldon och hela sitt följe. Hon motsatte sig Jakobs utnämning av earlen av Dunbar till sönernas vårdnadshavare och inflytande av Jakobs favoriter Sir John Hay och dennes maka. Enligt ryktet ska en anledning ha varit att hon misstänkte Mrs Hay för att ha ett sexuellt förhållande med Jakob. Krisen blev en skandal i Europa och skadade jakobiternas sak genom dålig propaganda som rapporterades av anti-jakobitiska spioner i Rom. Kardinal Alberoni övertalade Klementina att det enda argumentet att få påven att stödja henne mot maken var att Jakob planerade att uppfostra sonen till protestant. Genom att använda detta argument fick Klementina stöd av påven mot Jakob och allmänhetens sympati i sina krav på ett avsked av Dunbar och Hay och återinsättande av Sheldon. Sedan hon mottagit Spaniens stöd tillät Jakob i april 1726 henne att motta besök av sönerna i klostret. I september 1726 lämnade Jakob Rom och tog med sig sönerna till Bologna.
I maj 1727 åstadkoms en försoning tack vare medling av hertigen av Liria, Jakob avskedade paret Hay, och Klementina återsåg sina söner i Bologna. Hon vägrade dock att besöka Jakob, som då befann sig i Avignon. Klementina och Jakob återförenades slutligen i Bologna i januari 1728. Hon fortsatte att träffa Mrs Sheldon, som hon höll i en bostad nära deras. Jakob återvände senare samma år till Rom. Klementina led sedan denna tid av depressioner och tillbringade sin mesta tid ägnande sig åt religiös späkning. I juni 1729 gav hon audiens för Montesqieu. Paret levde därefter ofta separata liv: Jakob i Albano, och Klementina i Palazzo Muti i Rom. Hennes späkning och självsvält förhindrade befruktning, det sexuella samlivet upphörde och paret åt sällan tillsammans. Hennes relation till sin äldste son var dock nära: när Karl år 1732 blev förkyld, besökte hon honom i Albano trots att det innebar att hon tvingades möta Jakob där, något hon normalt undvek. Hon hade dock en svagare relation till sin yngre son Henry, som var faderns favorit. Klementina träffade endast Jakob när etiketten gjorde det nödvändigt, och hennes asketiska livsstil försämrade hennes hälsa alltmer.

### Död
Maria Klementina Sobieska avled endast 32 år gammal 1735. Hon begravdes med kungliga hedersbetygelser i Peterskyrkan i Rom. Hennes gravmonument utfördes av Pietro Bracci och Filippo Barigioni.

## Barn
1. Karl Edvard Stuart, född 1720, död 1788.
2. Henry Benedict Stuart (1725–1807; kardinal)